# Pokémon Rumble Rush
Pokémon Rumble Rush (ポケモンスクランブルSP, Pocket Monsters Sukuranburu SP, Pokémon Scramble SP) é um jogo para celular gratuito para jogar anteriormente ativo desenvolvido pela Ambrella e publicado pela The Pokémon Company. É a quinta entrada da série Pokémon Rumble. Ele estava disponível desde seu lançamento na primavera de 2019 até seu encerramento em 22 de julho de 2020. Anunciado em 15 de maio de 2019, foi lançado pela primeira vez na Google Play Store australiana. O jogo foi posteriormente lançado globalmente em 22 de maio de 2019 para Android e 23 de julho de 2019 para iOS. Em 15 de abril de 2020, foi anunciado que o jogo seria encerrado em 22 de julho de 2020.

## Desenvolvimento
O jogo estava originalmente em desenvolvimento com o título Pokéland, e foi revelado em maio de 2017. Pokéland era para ser semelhante à série Rumble, embora estivesse disponível para smartphones. Um teste alfa apenas para Android foi realizado após o anúncio, que cobriu seis ilhas, mais de cinquenta estágios e mais de 130 Pokémon, e funcionou até 9 de junho daquele ano, embora nenhuma outra notícia tenha sido lançada pela The Pokémon Company até liberação em maio de 2019.

## Jogabilidade
Como outros jogos da série Rumble, Rumble Rush apresenta Pokémon de brinquedo que são controlados pelo jogador por meio de controles de toque. A progressão do jogo gira em torno de se mover entre "ilhas", que consistem em níveis onde o Pokémon do jogador luta contra outro Pokémon, completando o nível ao derrotar um chefe desse nível. "Super Bosses" podem ser combatidos no final de cada ilha, uma vez que o jogador tenha cumprido certos critérios - normalmente, ter Pokémon suficientemente fortes ou ter determinado Pokémon em sua coleção.
Os Pokémon do jogador são medidos com "Combat Power" (CP), e são obtidos ao vencer os níveis. Além de Pokémon, os jogadores podem obter itens benéficos conhecidos como "engrenagens" - na forma de "engrenagens de poder" (que aumentam as estatísticas do Pokémon) e "convocar engrenagens" (que invoca Pokémon aliados adicionais em níveis). Além disso, "Minérios" podem ser obtidos aleatoriamente no final de cada estágio e podem ser refinados para o usuário obter engrenagens de invocação aleatória, engrenagens de energia e moedas. Existem três tipos de minérios disponíveis atualmente: minérios regulares, incomuns e raros.
Este é o primeiro aplicativo móvel Pokémon que permite que os usuários se conectem à sua conta Nintendo, permitindo vários benefícios, como economia na nuvem, recompensas do My Nintendo e suporte para avatar Mii.